# Lepomis cyanellus
Lepomis cyanellus és una espècie de peix pertanyent a la família dels centràrquids.

## Descripció
- Pot arribar a fer 31 cm de llargària màxima (normalment, en fa 20) i 960 g de pes.
- És de color brillants (com tots els altres centràrquids): blau-verd amb punts dispersos de negre i un ventre entre blanc i groc.
- Té una taca fosca a la part tova espinosa de l'aleta dorsal i, de vegades, un punt en la part posterior de l'aleta anal.
- Els individus immadurs no tenen patrons de colors cridaners.
- Nombre de vèrtebres: 28-29.
- 9-10 radis tous a l'aleta anal i entre 13 i 15 radis a l'aleta pectoral.[3][4][5][6][7]

## Reproducció
Té lloc quan la temperatura de l'aigua augmenta a 21 °C. El mascle (que pot aparellar-se amb diverses femelles alhora) construeix un niu en una zona assolellada i amb un substrat de grava on la femella pon els ous (al voltant de 50.000) i dels quals eixiran les larves al cap de dos dies. El mascle les protegirà dels depredadors durant 5-7 dies fins que les cries siguin capaces de nedar a la superfície de l'aigua per a alimentar-se.

## Alimentació
Els individus immadurs es nodreixen d'insectes immadurs i microcrustacis.

## Depredadors
És depredat per la perca americana (Micropterus salmoides), Ictalurus punctatus, el peix gat de cap pla (Pylodictis olivaris) i Ameiurus. A més, és parasitat per Lampsilis altilis i Villosa vibex.

## Hàbitat
És un peix d'aigua dolça, bentopelàgic i de clima subtropical (18 °C-32 °C; 50°N-26°N), el qual habita gorgs, rius de corrent lent, llacs i estanys. És capaç de tolerar tant les aigües tèrboles com les netes.

## Distribució geogràfica
Es troba a Nord-amèrica: els Grans Llacs d'Amèrica del Nord, la badia de Hudson, la conca del riu Mississipi des de Nova York, Ontario, Minnesota i Dakota del Sud fins al golf de Mèxic, l'àrea compresa entre el riu Escambia (Florida) i la badia de Mobile fins al Riu Grande (Texas) i el nord de Mèxic. Ha estat introduït a Zàmbia, el Marroc, Alemanya, el Brasil (entre els anys 1930 i 1939), Eswatini (1939), les illes Filipines (1950), Maurici (1950), Corea (1969) i, probablement també, les illes Hawaii.

## Longevitat
La seua esperança de vida és de 9 anys.

## Observacions
És inofensiu per als humans.